# Río Grío
El río Grío (en aragonés: río Griu) es un corto río de la provincia de Zaragoza (Aragón, España), un afluente del río Jalón por la margen derecha, a su vez afluente del río Ebro.
En el futuro alojará en el tramo final de su cauce el embalse de Mularroya. Debido a su caudal irregular, el agua procederá mayoritariamente de un trasvase del río Jalón.
Su nacimiento se sitúa en el pico de La Atalaya, en la sierra de Algairén (Sistema Ibérico) a 1.235 metros sobre el nivel del mar[cita requerida] en el término de Codos. Discurre encajonado entre la Sierra Modorra, y las sierras de Algairén y la de Vicor, atravesando los municipios de Codos (donde recibe las aguas del río Güeimil), Tobed, Santa Cruz de Grío, Aldehuela de Grío (en la actualidad deshabitado) y La Almunia, desembocando en el río Jalón, cerca de Ricla. De La Almunia, ya cerca de su desembocadura, nace la Acequia de Grío, que permite el riego de 582,5 ha entre los municipios de Ricla y La Almunia.
También cercano al nacimiento de esta acequia se encuentra el entorno natural de Mularroya, ("Muela Roya" en la Edad Media) que es un valle orientado NO-SE. En él se destacan algunos barrancos, donde abundan especies como el murciélago de herradura (Rhinolophus ferrumequinum), el murciélago troglodita (Miniopterus schreibersi), el águila culebrera (Circaetus gallicus), águila perdicera (Hieraetus fasciatus), águila real (Aquila chrysaetos) y buitre (Gyps fulvus)[cita requerida]. Esta zona está declarada como zona de especial protección para las aves (ZEPA), con lo que entra en una clara confrontación con el proyecto de hacer en este valle el Embalse de Mularroya.

## Geografía

### Toponimia
El nombre del río Grío se cree que en algún momento, solo se aplicaba al curso medio, ya que desde su nacimiento hasta el pueblo más cercano a éste  -Codos- se le conocía como río San Gil, en el siguiente pueblo -Tobed, río abajo- como río Tobed y en los pueblos cercanos a su desembocadura, el Cascajar. Sospecha que se confirma grosso modo con otras fuentes más solventes:
```
   
GRÍO ..desde su nacimiento hasta el pueblo de Codos por cuyas inmediaciones pasa, recibiendo su nombre
 [Codos] 
..se introduce en el Partido de Calatayud por las jurisdicción de Toved
 [sic] 
donde desemboca un barranco o riachuelo de 
Vivar de Vicor
 ..hasta el olivar de Morata, denominándose en este trozo río de Toved
 [sic]. 
Desde este punto toma el nombre de Grío, se introduce en el partido de la Almunia ..sigue su curso hasta el eremitorio de 
Nuestra Señora de los Palacios
, que se ve en su ribera izquierda  donde le denominan vulgarmente 
Coscojal
[
4
]
```

A esto se añade las diferentes interpretaciones que han hecho sobre este topónimo en concreto, que van desde Charco de las ovejas a río de los tordos

### Hidrología
El río Grío tiene una longitud de 41,4 kilómetros  y una cuenca vertiente de 193 km², con una aportación media de 18 hm³
El río Grío nace en la ladera noroeste del pico Atalaya -en la estribaciones de la Sierra de Algairén, a 1164 m s. n. m.- de la confluencia de dos manantiales, la fuente de Valdeláguila y el barranco de Hoya Vedada[cita requerida] y desemboca en el río Jalón, al sur de Ricla, en el paraje de Los Tamarices de donde se detrae algo de su caudal para alimentar la Acéquia del Vadillo que riega el paraje de La Riera y alimenta el río Mediano, ambos dentro del término municipal de Calatorao al oeste de esta localidad, en la margen derecha del río Jalón.
Entre todos los afluentes del río Grío destacar los que llevan caudal gran parte del año. Entre éstos, en su margen izquierda desembocan el río Guaimil (río Güaiamil, ITGME) y Valdeolivos en Tobed de caudal continuo; sin embargo, el barranco de la Val y Valdelaparra en Santa Cruz de Grío son de caudal discontinuo.
En la margen derecha del río Grío el único tributario de alguna importancia es el barranco de Valvillano en Tobed, de caudal discontinuo.

### Geología
El río Grío atraviesa en su mayor parte cuarcitas y pizarras del Ordovícico inferior (en el mapa del IGME, verdes) y en menor medida dolomías y areniscas del Cámbrico en su cabecera; areniscas, arcillas y dolomías del Triásico (rojos y rosas del mapa del IGME) así como calizas del Jurásico (en el mapa del IGME, azules) en su tramo final. Todos estos materiales se han ido depositando en forma de conglomerados del Mioceno (amarillos) y más adelante, con estos mismos materiales -y en el tramo final de este río- formando terrazas fluviales, a lo largo del Cuaternario.

### Climatología
Según Meteoblue la precipitación media anual en Santa Cruz de Grío (633 m s. n. m., SIGMA IGN) es de 358 mm, pero parece poco consistente con la vegetación que se observa en la zona. Sin embargo, otras fuentes difieren, como un estudio hidrogeológico para abastecimiento urbano a la localidad de Tobed (Zaragoza) del Instituto Tecnológico Geo-Minero de España (ITGME) -de septiembre de 1989- que estima una precipitación media de 429 mm anuales, pero, sin referencias del origen de ese dato. 
Según el NOAA para Santa Cruz de Grío y Tobed los datos sobre temperatura se acercan a los de Meteoblue, sin embargo, los de pluviometría coinciden más con el aportado por el ITGME:
```
       
Ene  Feb  mar   abr   may  jun  jul  ago  sep  oct  nov  dic	T/Σ
```

```
   pcp	   22,8	23,7 29,5  45,1  57,6 50,6 24,3 28,2 35,6 35,5 35   26	
413,9

   MmaxTª 11	13   16	   18    22   28   32   31   27   21   14   11	 
20,3

   MminTª  1	 1    3	    5	 9    13   16   16   12	   8    4    1	  
7,4

   Media   6	 7    9,5  11,5 15,5  20,5 24	23,5 19,5 14,5	9    6	 
13,9

   
Fuente: 
https://www.ncdc.noaa.gov/
```

## Recursos
- depresion-rio-grio-cordillera-iberica-ne-espana-graben-geotectonico-vs-valle-fluvial (enlace roto disponible en Internet Archive; véase el historial, la primera versión y la última).